# 卢森堡大学
卢森堡大学（法语：Université du Luxembourg，德语：Universität Luxemburg，卢森堡语：Universitéit Lëtzebuerg），是卢森堡大公国境内唯一一所公立大学，建于2003年8月13日，是欧洲首都大学联盟成员。

## 历史
在此之前，也有一些高等教育机构提供一至两年的学术研究，但卢森堡的学生一般都去国外完成其大学的学业（如比利时、法国、德国、奥地利和英国）。新的大学不仅为本国学生提供了进行学术研究的机会，也向世界其他国家的学子提供了一个来卢森堡念书的机会。凭借多语言、多学科、国际化、良好的学术氛围等优势，年轻的卢森堡大学正不断成长、壮大。

## 语言
就像卢森堡本身一样，卢森堡大学提供的课程也几乎是双语模式，即：英语-法语、法语-德语、英语-德语。个别课程甚至提供了英、法、德三种语言的授课模式。

## 排名
据2016-2017年泰晤士高等教育世界大学排名，卢森堡大学位列第178位。

## 院系设置
卢森堡大学下属三个学院和两个跨学科中心

### 学院
- 科学、技术与传播学院（FSTC）
- 法律、经济和金融学院（FDEF）
- 语言文学、人文、艺术和教育学院（FLSHASE）

## 画廊

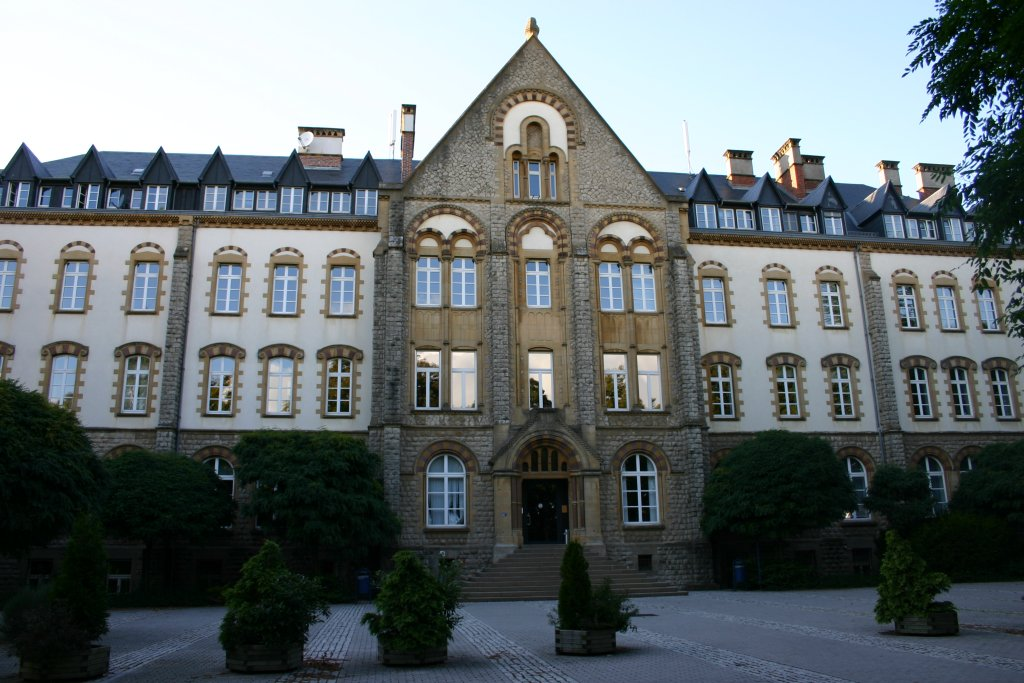
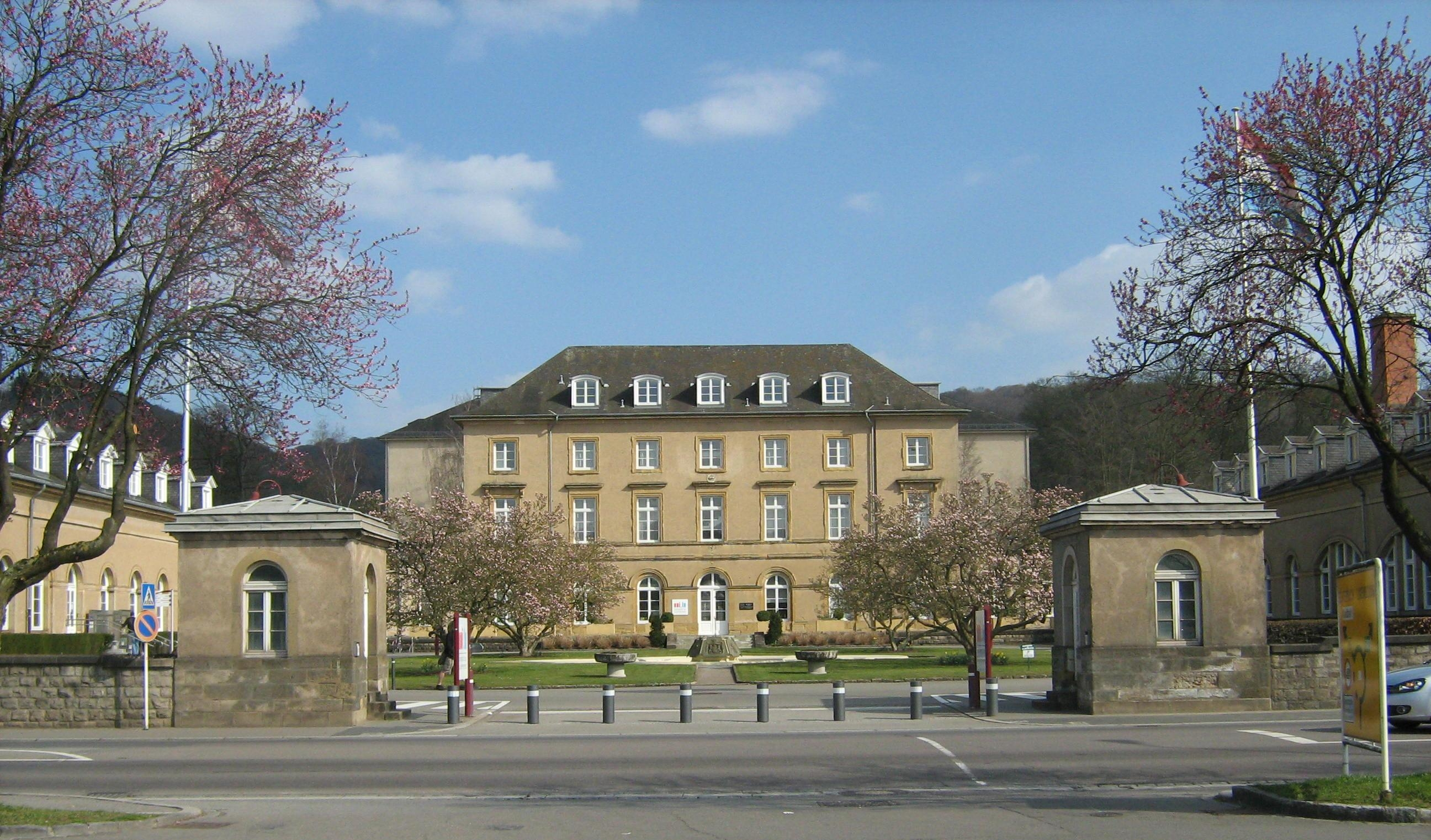
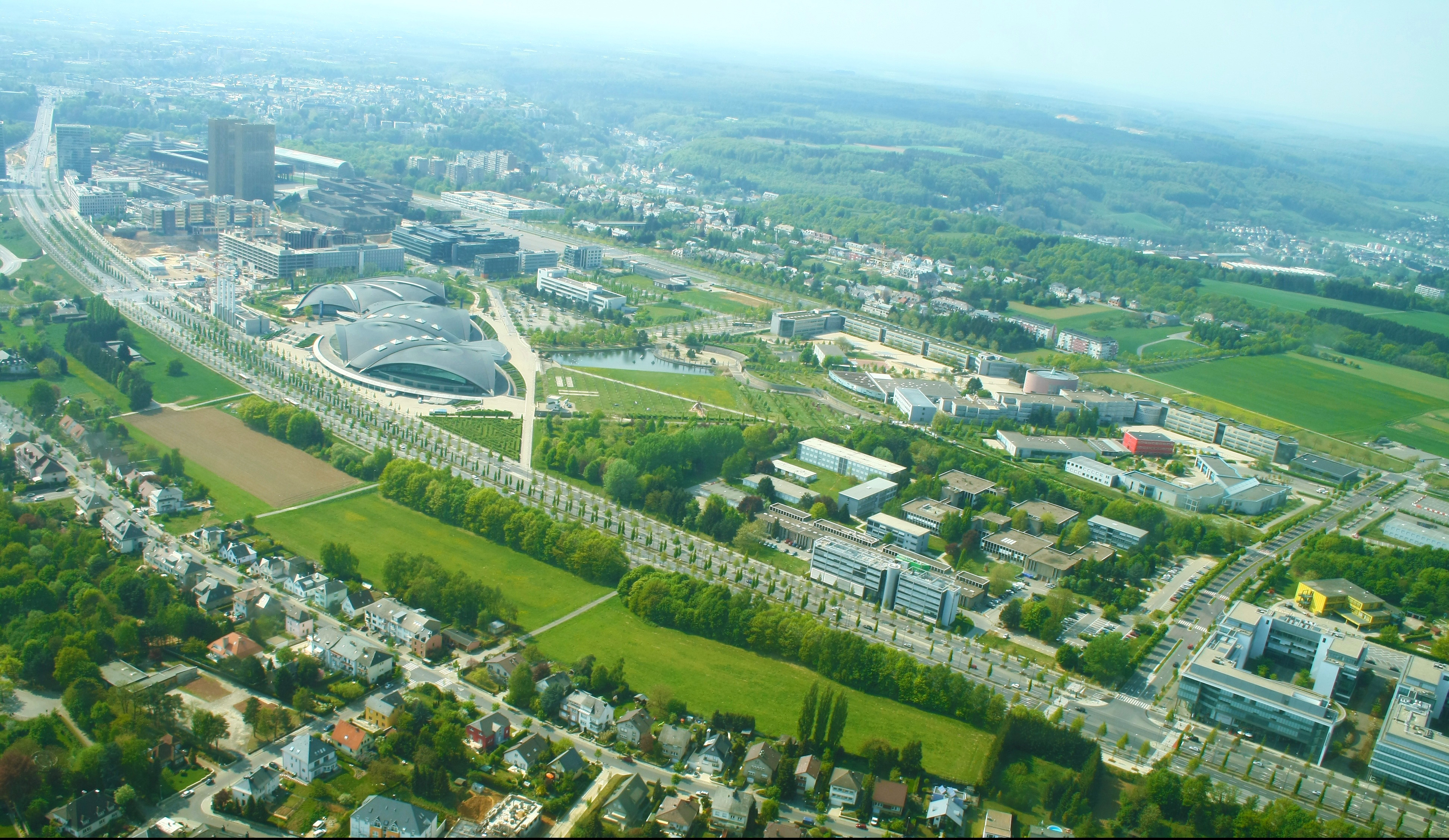

### 研究中心
- 安全、可靠性和信任跨学科中心（SnT）
- 卢森堡系统生物医学中心（LCSB）

## 合作院校

### 亚洲
- 北京大學
- 復旦大學
- 中國人民大學
- 上海師範大學
- 同濟大學
- 山東大學
- 香港大學
- 香港科技大學
- 國立臺灣大學
- 南洋理工大學
- 早稻田大學
- 京都大學
- 北海道大學
- 東北大學
- 上智大學
- 高麗大學
- 漢陽大學
- 耶路撒冷希伯来大学

### 欧洲
- 伦敦国王学院
- 鲁汶天主教大学 (法语)
- 列日大学
- 洛林大学
- 斯特拉斯堡大学
- 蒙彼利埃大学
- 弗朗什-孔泰大学
- 慕尼黑工业大学
- 柏林工业大学
- 萨尔大学
- 波恩大学
- 塞浦路斯大学
- 丹麦技术大学
- 都灵大学
- 罗马第三大学

### 美洲
- 加利福尼亚大学伯克利分校
- 哥伦比亚大学法学院
- 迈阿密大学 (俄亥俄州)
- 蒙特利尔大学
- 拉瓦尔大学
- 渥太华大学
- 约克大学 (加拿大)